# Charadranaetes durandii
 Charadranaetes durandii  (Klatt) Janovec & H.Rob., 1997 è una specie di pianta angiosperma dicotiledone della famiglia delle Asteraceae (sottofamiglia Asteroideae).  Charadranaetes durandii è anche l'unica specie del genere  Charadranaetes  Janovec & H.Rob., 1997.

## Etimologia
Il nome del generico (Charadranaetes) deriva dal nome greco "Chandra" del letto di un ruscello di montagna.  L'epiteto specifico (durandii) deriva probabilmente dal botanico e farmacista americano Elias Magloire Durand (1794-1873).
Il nome scientifico della specie è stato definito dai botanici Friedrich Wilhelm Klatt (1825-1897), John Paul Janovec (1970-) e Harold Ernest Robinson (1932-2020) nella pubblicazione " Novon; a Journal for Botanical Nomenclature. St. Louis, MO" ( Novon 7(2): 165) del 1997. Il nome scientifico del genere è stato definito nella stessa pubblicazione.

## Descrizione
Habitus. Charadranaetes durandii ha un habitus di tipo arbustivo, legnoso alla base e glabro. Questa pianta raggiunge i 20 – 60 cm di altezza.
Radici. Le radici in genere sono secondarie da rizoma e possono essere fibrose. I rizomi sono striscianti o legnosi.
Fusto. La parte aerea è eretta o decombente e ramosa.
Foglie. Le foglie cauline disposte in modo alternato. Sono picciolate (e non alate) con lamina intera e bordi dentati. Se schiacciate sono fetide.
Infiorescenza. Le sinflorescenze sono composte da 2 - 3 capolini. Le infiorescenze vere e proprie sono formate da un capolino terminale peduncolato di tipo strettamente radiato. Alla base dell'involucro (la struttura principale del capolino) è presente un calice formato da 7 - 10 brattee filiformi disposte su 1 - 2 serie. I capolini sono formati da un involucro, con forme da cilindriche a strettamente campanulate, composto da diverse brattee, al cui interno un ricettacolo fa da base ai fiori di due tipi: quelli esterni del raggio e quelli più interni del disco. Le brattee, da 13 a 14 disuguali, sono disposte in modo embricato di solito su una sola serie e possono essere connate alla base. Il ricettacolo è nudo (senza pagliette a protezione della base dei fiori); la forma è convessa e a volte è alveolato.
Fiori.  I fiori (del raggio: 7 - 14; del disco: 15 - 28) sono tetra-ciclici (formati cioè da 4 verticilli: calice – corolla – androceo – gineceo) e pentameri (calice e corolla formati da 5 elementi). Sono inoltre ermafroditi, più precisamente i fiori del raggio (quelli ligulati e zigomorfi) sono femminili; mentre quelli del disco centrale (tubulosi e actinomorfi) sono bisessuali.
- Formula fiorale:

*/x K {\displaystyle \infty }, [C (5), A (5)], G 2 (infero), achenio
- Calice: i sepali del calice sono ridotti ad una coroncina di squame.
- Corolla: nella parte inferiore i petali della corolla sono saldati insieme e formano un tubo. In particolare le corolle dei fiori del disco centrale (tubulosi) terminano con delle fauci dilatate a raggiera con cinque lobi. I lobi hanno delle forme lineari-lanceolate e possiedono dei condotti resinosi. Nella corolla dei fiori periferici (ligulati) il tubo si trasforma in un prolungamento da nastriforme o ligulato a filiforme o allargato, terminante più o meno con cinque dentelli. Il colore delle corolle dei fiori del raggio è giallo o arancio
- Androceo: gli stami sono 5 con dei filamenti liberi. La parte basale del collare dei filamenti può essere dilatata. Le antere invece sono saldate fra di loro e formano un manicotto che circonda lo stilo. Le antere sono senza coda ("ecaudate"), ottuse oppure sono lievemente sagittate; a volte sono presenti delle appendici apicali che possono avere varie forme (principalmente lanceolate). La struttura delle antere è di tipo tetrasporangiato, raramente sono bisporangiate. Il tessuto endoteciale è radiale o polarizzato. Il polline è tricolporato (tipo "helianthoid").[12]
- Gineceo: lo stilo è biforcato con due stigmi nella parte apicale. Gli stigmi sono arrotondati; possono avere un ciuffo di peli radicali o in posizione centrale; possono inoltre essere ricoperti da minute papille; altre volte i peli sono di tipo penicillato. Le superfici stigmatiche sono distintamente separate.  L'ovario è infero uniloculare formato da 2 carpelli.

Frutti. I frutti sono degli acheni con pappo. La forma degli acheni è cilindrica-oblunga; la superficie è percorsa da 8 - 10 coste longitudinali ed è glabra. Possono essere presenti delle ali o degli ispessimenti marginali. Il carpoforo anelliforme è distinguibile. Il colore del frutto può essere nero o bruno. In alcuni casi gli acheni sono dimorfici. Il pappo è formato da numerose setole snelle caduche su 1 - 2 serie.

## Biologia
Impollinazione: l'impollinazione avviene tramite insetti (impollinazione entomogama tramite farfalle diurne e notturne).
Riproduzione: la fecondazione avviene fondamentalmente tramite l'impollinazione dei fiori (vedi sopra).
Dispersione: i semi (gli acheni) cadendo a terra sono successivamente dispersi soprattutto da insetti tipo formiche (disseminazione mirmecoria). In questo tipo di piante avviene anche un altro tipo di dispersione: zoocoria. Infatti gli uncini delle brattee dell'involucro (se presenti) si agganciano ai peli degli animali di passaggio disperdendo così anche su lunghe distanze i semi della pianta. Inoltre per merito del pappo il vento può trasportare i semi anche a distanza di alcuni chilometri (disseminazione anemocora).

## Distribuzione e habitat
La specie di questa voce è distribuita in Costa Rica. C. durandii cresce tipicamente vicino ai margini dei torrenti o su suoli rocciosi.

## Tassonomia
La famiglia di appartenenza di questa voce (Asteraceae o Compositae, nomen conservandum) probabilmente originaria del Sud America, è la più numerosa del mondo vegetale, comprende oltre 23.000 specie distribuite su 1.535 generi, oppure 22.750 specie e 1.530 generi secondo altre fonti (una delle checklist più aggiornata elenca fino a 1.679 generi). La famiglia attualmente (2021) è divisa in 16 sottofamiglie; la sottofamiglia Asteroideae è una di queste e rappresenta l'evoluzione più recente di tutta la famiglia.

### Filogenesi
Il genere di questa voce appartiene alla sottotribù Senecioninae della tribù Senecioneae (una delle 21 tribù della sottofamiglia Asteroideae). In base ai dati filogenetici la sottotribù, all'interno della tribù, occupa il "core" della tribù e insieme alla sottotribù Othonninae forma un "gruppo fratello".
I seguenti caratteri sono indicativi per la sottotribù:
- il portamento è molto vario (erbe, arbusti, liane, epifite, alberelli o alberi);
- le foglie sono sia basali che cauline disposte in modo alternato;
- sono presenti capolini sia radiati, disciformi o discoidi;
- le antere sono tetrasporangiate, raramente bisporangiate.

La struttura della sottotribù è molto complessa e articolata (è la più numerosa della tribù con oltre 1.200 specie distribuite su un centinaio di generi) e al suo interno sono raccolti molti sottogruppi caratteristici le cui analisi sono ancora da completare. Il genere della specie di questa voce nell'ambito della sottotribù, da un punto di vista filogenetico, occupa una posizione abbastanza vicina al "core" della sottotribù (indica quindi una recente separazione). In particolare il genere Charadranaetes fa parte di un clade (subclade A) abbastanza supportato comprendente i seguenti generi: Charadranaetes, Dorobaea, Garcibarrigoa, Jessea, Pseudogynoxys e Talamancalia. Questo clade inoltre con un altro clade (subclade B) formato dai tre generi Misbrookea, Werneria e Xenophyllum (quest'ultimo genere è considerato un sinonimo di Werneria) forma un "gruppo fratello". Basale a questi due cladi si trova la specie Senecio arnaldii. La maggior parte di questi generi del Centro America sono stati segregati dal grande genere polifiletico Senecio. Charadranaetes insieme al genere Jessea forma un "gruppo fratello" e rappresenta il "core" del subclade (vedi cladogramma).
|  | Misbrookea  |
|  |             |
|  | Werneria    |
|  |             |
|  | Xenophyllum |
|  |             |

|  | Talamancalia                                              |
|  |                                                           |
|  | \| \| Charadranaetes \| \| \| \| \| \| Jessea \| \| \| \| |
|  |                                                           |
|  | Charadranaetes                                            |
|  |                                                           |
|  | Jessea                                                    |
|  |                                                           |

|  | Charadranaetes |
|  |                |
|  | Jessea         |
|  |                |

|  | Talamancalia                                              |
|  |                                                           |
|  | \| \| Charadranaetes \| \| \| \| \| \| Jessea \| \| \| \| |
|  |                                                           |
|  | Charadranaetes                                            |
|  |                                                           |
|  | Jessea                                                    |
|  |                                                           |

|  | Charadranaetes |
|  |                |
|  | Jessea         |
|  |                |

|  | Talamancalia                                              |
|  |                                                           |
|  | \| \| Charadranaetes \| \| \| \| \| \| Jessea \| \| \| \| |
|  |                                                           |
|  | Charadranaetes                                            |
|  |                                                           |
|  | Jessea                                                    |
|  |                                                           |

|  | Charadranaetes |
|  |                |
|  | Jessea         |
|  |                |

|  | Talamancalia                                              |
|  |                                                           |
|  | \| \| Charadranaetes \| \| \| \| \| \| Jessea \| \| \| \| |
|  |                                                           |
|  | Charadranaetes                                            |
|  |                                                           |
|  | Jessea                                                    |
|  |                                                           |

|  | Charadranaetes |
|  |                |
|  | Jessea         |
|  |                |

|  | Misbrookea  |
|  |             |
|  | Werneria    |
|  |             |
|  | Xenophyllum |
|  |             |

|  | Talamancalia                                              |
|  |                                                           |
|  | \| \| Charadranaetes \| \| \| \| \| \| Jessea \| \| \| \| |
|  |                                                           |
|  | Charadranaetes                                            |
|  |                                                           |
|  | Jessea                                                    |
|  |                                                           |

|  | Charadranaetes |
|  |                |
|  | Jessea         |
|  |                |

|  | Talamancalia                                              |
|  |                                                           |
|  | \| \| Charadranaetes \| \| \| \| \| \| Jessea \| \| \| \| |
|  |                                                           |
|  | Charadranaetes                                            |
|  |                                                           |
|  | Jessea                                                    |
|  |                                                           |

|  | Charadranaetes |
|  |                |
|  | Jessea         |
|  |                |

|  | Talamancalia                                              |
|  |                                                           |
|  | \| \| Charadranaetes \| \| \| \| \| \| Jessea \| \| \| \| |
|  |                                                           |
|  | Charadranaetes                                            |
|  |                                                           |
|  | Jessea                                                    |
|  |                                                           |

|  | Charadranaetes |
|  |                |
|  | Jessea         |
|  |                |

|  | Talamancalia                                              |
|  |                                                           |
|  | \| \| Charadranaetes \| \| \| \| \| \| Jessea \| \| \| \| |
|  |                                                           |
|  | Charadranaetes                                            |
|  |                                                           |
|  | Jessea                                                    |
|  |                                                           |

|  | Charadranaetes |
|  |                |
|  | Jessea         |
|  |                |

|  | Misbrookea  |
|  |             |
|  | Werneria    |
|  |             |
|  | Xenophyllum |
|  |             |

|  | Talamancalia                                              |
|  |                                                           |
|  | \| \| Charadranaetes \| \| \| \| \| \| Jessea \| \| \| \| |
|  |                                                           |
|  | Charadranaetes                                            |
|  |                                                           |
|  | Jessea                                                    |
|  |                                                           |

|  | Charadranaetes |
|  |                |
|  | Jessea         |
|  |                |

|  | Talamancalia                                              |
|  |                                                           |
|  | \| \| Charadranaetes \| \| \| \| \| \| Jessea \| \| \| \| |
|  |                                                           |
|  | Charadranaetes                                            |
|  |                                                           |
|  | Jessea                                                    |
|  |                                                           |

|  | Charadranaetes |
|  |                |
|  | Jessea         |
|  |                |

|  | Talamancalia                                              |
|  |                                                           |
|  | \| \| Charadranaetes \| \| \| \| \| \| Jessea \| \| \| \| |
|  |                                                           |
|  | Charadranaetes                                            |
|  |                                                           |
|  | Jessea                                                    |
|  |                                                           |

|  | Charadranaetes |
|  |                |
|  | Jessea         |
|  |                |

|  | Talamancalia                                              |
|  |                                                           |
|  | \| \| Charadranaetes \| \| \| \| \| \| Jessea \| \| \| \| |
|  |                                                           |
|  | Charadranaetes                                            |
|  |                                                           |
|  | Jessea                                                    |
|  |                                                           |

|  | Charadranaetes |
|  |                |
|  | Jessea         |
|  |                |

|  | Misbrookea  |
|  |             |
|  | Werneria    |
|  |             |
|  | Xenophyllum |
|  |             |

|  | Talamancalia                                              |
|  |                                                           |
|  | \| \| Charadranaetes \| \| \| \| \| \| Jessea \| \| \| \| |
|  |                                                           |
|  | Charadranaetes                                            |
|  |                                                           |
|  | Jessea                                                    |
|  |                                                           |

|  | Charadranaetes |
|  |                |
|  | Jessea         |
|  |                |

|  | Talamancalia                                              |
|  |                                                           |
|  | \| \| Charadranaetes \| \| \| \| \| \| Jessea \| \| \| \| |
|  |                                                           |
|  | Charadranaetes                                            |
|  |                                                           |
|  | Jessea                                                    |
|  |                                                           |

|  | Charadranaetes |
|  |                |
|  | Jessea         |
|  |                |

|  | Talamancalia                                              |
|  |                                                           |
|  | \| \| Charadranaetes \| \| \| \| \| \| Jessea \| \| \| \| |
|  |                                                           |
|  | Charadranaetes                                            |
|  |                                                           |
|  | Jessea                                                    |
|  |                                                           |

|  | Charadranaetes |
|  |                |
|  | Jessea         |
|  |                |

|  | Talamancalia                                              |
|  |                                                           |
|  | \| \| Charadranaetes \| \| \| \| \| \| Jessea \| \| \| \| |
|  |                                                           |
|  | Charadranaetes                                            |
|  |                                                           |
|  | Jessea                                                    |
|  |                                                           |

|  | Charadranaetes |
|  |                |
|  | Jessea         |
|  |                |

I caratteri distintivi per la specie  Charadranaetes durandii sono:
- alcune parti se schiacciate emettono un odore sgradevole;
- i lobi della corolla sono lineari e allungati;
- le foglie hanno una forma lineare-lanceolata e sono larghe meno di 3 cm;
- il ricettacolo è nudo (senza pagliette);
- si tratta di un endemismo della Costa Rica.

### Sinonimi
Sono elencati alcuni sinonimi per questa entità:
- Pseudogynoxys durandii (Klatt) B.L.Turner, 1996
- Senecio durandii  Klatt, 1892 publ. 1893